# Cantón de Châlus
El cantón de Châlus era una división administrativa francesa, que estaba situada en el departamento de Alto Vienne y la región de Limusín.

## Composición
El cantón estaba formado por seis comunas:
- Bussière-Galant
- Châlus
- Flavignac
- Lavignac
- Les Cars
- Pageas

## Supresión del cantón de Châlus
En aplicación del Decreto nº 2014-194 de 20 de febrero de 2014, el cantón de Châlus fue suprimido el 22 de marzo de 2015 y sus 6 comunas pasaron a formar parte del nuevo cantón de Saint-Yrieix-la-Perche.